# Antonín Bajaja
Antonín Bajaja (Zlín, 30 de mayo de 1942-16 de diciembre de 2022) fue un novelista checo.

## Biografía
Licenciado en la Escuela de Agricultura de Brno, Antonín Bajaja trabajó entre 1965 y 1973 como especialista en industria agropecuaria en Želechovive u Zlína, después de lo cual fue director del laboratorio regional de agricultura Agropodník Zlín.
En 1991 pasó a ser editor de la radio checoslovaca en Brno y desde 1992 trabajó en el diario Prostor. Luego colaboró con el semanario Týden y fue editor de Radio Europa Libre. Desde 1996 impartió cursos de Escritura Creativa en la Universidad Palacký de Olomouc así como en la Universidad Tomáš Batˇa de Zlín. Fue cofundador de Zvuk, revista sobre la cultura y la sociedad de la región de Zlín.

## Obra
Los textos de Bajaja, así como los caracteres de sus protagonistas, tienden a estar basados en los lazos familiares, en la estrecha relación entre pueblo y naturaleza, y en cómo dicha conexión ha sido violada por la civilización; el resultado de esto es que todo campesino se ve obligado a hacer concesiones irreversibles al estilo de vida urbano.
Todos estos aspectos aparecen ya reflejados en su primera novela, Mluviti stříbro (1982), texto que retrata la colectivización comunista de los años 70 en un pueblo de la Valaquia Morava.
En 1988 publica Duely, epopeya que relata las vidas de varias generaciones de labradores, formando un díptico con tiempo, lugares y personajes comunes.
Su obra Zvlčení (2003) —título alegórico que puede traducirse por «crecer salvaje» o por «llegar a ser lobo»— va más allá de la mera descripción de una manada de lobos que se ve obligada a dejar su valle en los Cárpatos eslovacos para establecerse en los bosques y campos de la Valaquia Morava. En este último escenario tiene lugar la «humanización» del grupo, dividiéndose en pequeñas células familiares; la destrucción de la sociedad con la aparición de la privacidad familiar aparece como fondo en este trabajo. Bajaja recibió en 2004 la distinción Magnesia Litera por esta novela.
Durante los seis años siguientes, Bajaja trabajó en la novela epistolar Na krásné modré Dřevnici (2009), cuyo título alude al río Dřevnice —afluente del Morava que pasa por Zlín—, río de la infancia del autor. Narra los primeros recuerdos de Bajaja a finales de la década de 1940, rememorando, con humor y distancia pero nunca con cólera o patetismo, la injusticia de comunismo hacia los intelectuales dentro de una pequeña ciudad.
El propio autor comparó su prosa con la cinta cinematográfica de Roberto Rossellini Roma, ciudad abierta, donde la protagonista principal es la capital italiana.
Esta obra recibió el Premio Estatal de Literatura de la República Checa en 2010.

## Estilo
Casi toda la obra de Antonín Bajaja está ambientada en la Valaquia Morava rural.
Su prosa se encuadra dentro de la tradición de las novelas del campo, tradición que, en las letras checas, fue iniciada por autores como Stašek, Preissová, Světlá, Baar y Klostermann, y luego continuada por Jan Čep y Jaroslav Durych.
La literatura de ficción de Bajaja tiene ecos de balada, aunque no se limita solamente a seguir una tendencia arcaizante o a la búsqueda de fragmentos coloridos de un pasado melancólico.
Sus textos reflejan la ausencia en el mundo moderno de cualquier tipo de reverencia por los mitos. La falta de raíces del hombre contemporáneo —resaltada ya por Dostoievski, Zola, Kafka o Camus, entre otros— es valorado negativamente por Bajaja.
A diferencia de autores contemporáneos como Vladimír Páral, Bajaja enfocaba sus trabajos en el devenir diario, a menudo carente de significado y sin sentido, y apenas animado por las diversiones que ofrece el sexo.

## Obras

### Novela
- Mluviti stříbro (1982)
- Duely (1988)
- Pastorální: Texty na betlémskou notu (1994)
- Na šéne blaue Dřevnici (1996)
- O krávě (2001)
- Zvlčení. Romaneto o vlcích, lidech a úkazech (2003)
- S Oblakem nad pohádkami (2004)
- Na krásné modré Dřevnici (2009)
- Zpytování (2011)